# مکسین

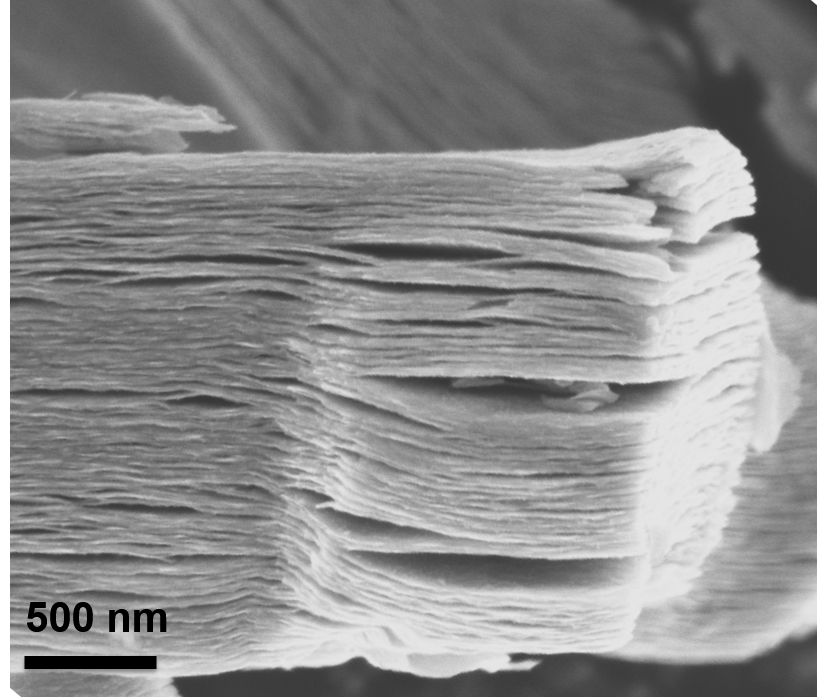
یک تصویر از تولید مکسین توسط میکروسکوپ الکترونی روبشی

مکسین‌ها (انگلیسی: MXenes) یک گروه نوظهور از کاربید/ نیتریدر فلزات واسطه  مواد دوبعدی هستند که تاثیر شگرفی بر علوم فیزیک، شیمی، مواد و نانو تکنولوژی دارند. در این گزارش روشهای سنتز و خواص گوناگون آن‌ها برای کاربردهای بالقوه مکسین‌ها در باتری‌ها، ابررساناها، الکتروکاتالیزور، سنسورهای زیستی، سنسورهای گازی، تصفیه آب، روان کننده‌ها، الکترونیک بررسی شده‌است.

## ساختار
به‌طور کلی مواد دو بعدی موادی هستند که در یک بعد به یک اتم تا چند اتم (معمولاً کمتر از ۵ نانومتر) محصور می‌شود و از بعد دیگر می‌توانند بیشتر از ۱۰۰ نانومتر تا چند میکرومتر باشند. به این ترتیب سطح تماس مواد دوبعدی بطور قابل ملاحظه‌ای افزایش یافته‌است، که واکنش فیزیکی و شیمیایی آنها را بیشتر می‌کند و روی موج عملکرد آنها در حیطه کوانتومی تأثیر می‌گذارد. در نتیجه، این ساختارها دارای خواص منحصر به‌فردی در زمینه کاتالیزوری، الکترونیکی، فوتونیک و مغناطیسی هستندکه با همتایان بالک آن‌ها متفاوت است. ظهور مواد دو بعدی جدید به غیر از  گرافن، علاوه بر تمرکز روی اکتشافات جدید در علوم ابتدایی، مانند سنسورها، LEDها، FETها، فیزیک، کاتالیز، زیست پزشکی و علوم زیست‌محیطی کاربردهای بالقوه فوق‌العاده آن‌ها را برای فناوری‌های متنوع نشان داده‌است 

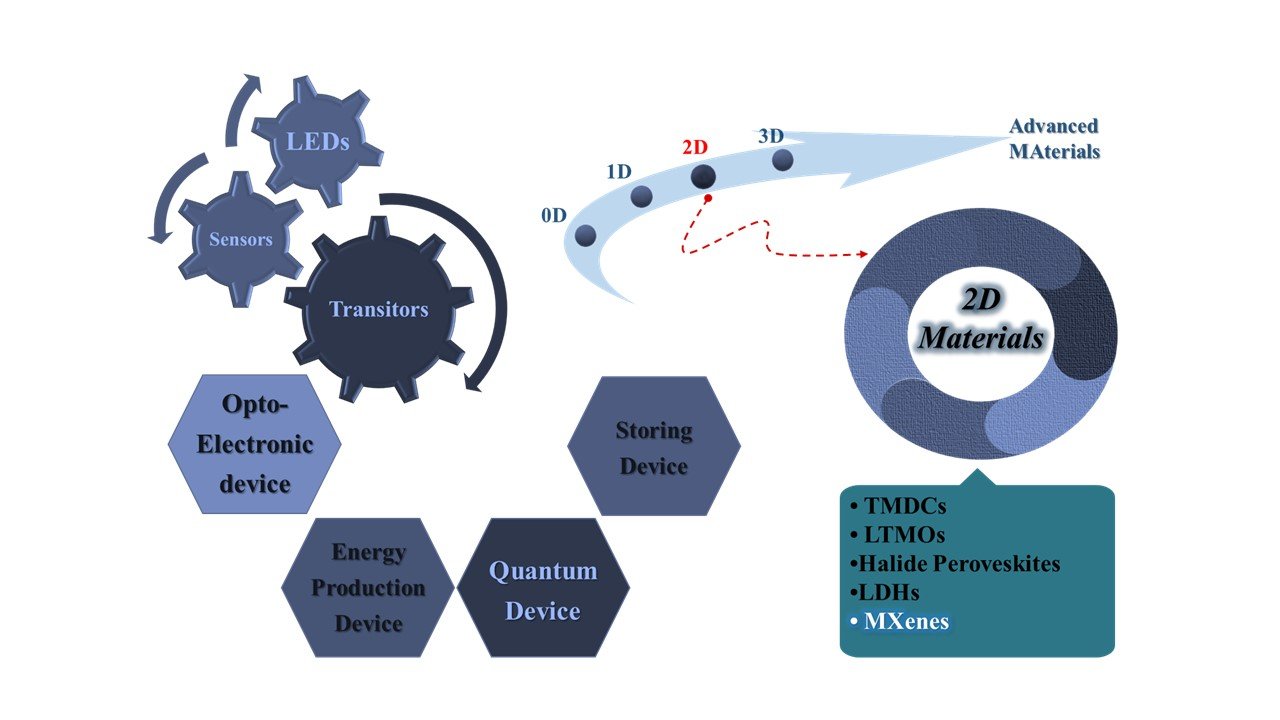
شکل۱:کاربرد گوناگون مواد نانو سایز

تاکنون حداقل ۱۸ نوع نانومواد در خانواده مواد دو بعدی فراتر از گرافن گنجانده شده‌است که عبارتند از: نیترید بور هگزاگونال(h-BN)، نیترید کربن گرافیتی(g-C3N4)، دیکالکوژنیدهای فلزات واسطه(TMDs)، فسفر سیاه(BP)، نیمه رساناهای گروهIII-VI، تری کلکوژنیدهای فسفری فلزی، هیدروکسیدهای دولایه(LDHs)، اکسیدها و هالیدهای فلزی، اُکسی هالیدهای فلزات واسطه، پروسکایت نیوبات، سیلیکات و هیدروکسیدها (خاک رس)، برخی ساختارهای آلی- فلزی(MOF)، برخی ساختارهای کووالانسی- آلی(COFs)، فلزات و پلیمرها وکاربید و نیترید فلزات واسطه(MXenes). 
شایان ذکر است که مکسین در این خانواده بزرگ بسیار جوان است و در سال‌های اخیر به سرعت رشد کرده‌است. مکس فازها که با عنوان سرامیک‌های فلزی نیز معرفی می‌شوند، نانو لمینت‌های پایدار ترمودینامیکی و در زمره سرامیک‌های سه جزئی لایه ای به‌شمار رفته و دارای رفتارهای دوگانه ای از خواص فلزات و سرامیک‌ها هستند. این گروه از مواد دارای ترکیبی از ویژگی‌های فلزی مانند انعطاف‌پذیری و چقرمگی بالا، و ویژگی‌های سرامیکی مانند ثابت کشسان بالا و مقاومت سایشی، دانسیته پایین و مقاومت خوب در برابر خوردگی و اکسیداسیون هستند. این بدان معنا است که این دسته از مواد نه تنها خواص سرامیک‌ها، بلکه برخی از خواص مفید و خوب فلزات را نیز در ترکیب خود دارند
به نظر می‌رسد قابلیت ماشین کاری مکس فازها مهم‌ترین خاصیت تکنولوژیکی این مواد از نقطه نظر فناورانه می‌باشد که یک مزیت غیرقابل انکار را برای مکس فازها در مقایسه با دیگر مواد با قابلیت کار در دمای بالا (به عنوان مثال، سوپر آلیاژها که ماشین کاری آن‌ها سخت و گران‌قیمت است یا سرامیک‌ها که قابلیت ماشین کاری سخت‌تر و گران تری را دارند) فراهم می‌کند. درحالیکه مکس فازها به راحتی ماشین کاری می‌شوند و حتی می‌توان آن‌ها را با اره آهن بر دستی برید. مثلاً́ مکس فازهای پایه تیتانیم را می‌توان آسیاب کرد و با دریل و با سرعت بالا و بدون استفاده از خنک‌کننده و روانکار سوراخکاری نمود. این قابلیت ماشین کاری در درجه اول ساخت نمونه‌های اولیه را نسبتاً ارزان می‌سازد، که به نوبه خود بدین معنی است که می‌توان ماده را برای هر کاربردی آزمایش کرد، هم چنین می‌توان به تلرانس‌های ابعادی خیلی دقیق پس از مراحل ماشین کاری رسید، که این موضوع اغلب در مواقعی که به تلرانس‌های ابعادی خیلی‌دقیق بعد از ساخت نیاز است کاربرد دارد

## تاریخچه
مکس فازها دارای دو تاریخچه هستند. اولین دوره مربوط به بازه زمانی مابین کشف در دهه ۱۹۶۰ میلادی تا اواسط دهه ۱۹۹۰ است که این فازها در این دوره غالباً نادیده گرفته می‌شدند. دومین دوره مربوط به حدود ۱۵ سال پیش است که در این دوره زمانی کوتاه علاقه‌مندی به این فازها افزایش یافته‌است. تقریباً ۴۰ سال پیش در دهه ۱۹۶۰، آقای نووتنی و همکارانش مقاله‌ای مروری دربارهٔ سنتز تعداد زیادی از کاربیدها و نیتریدها چاپ کردند. تحقیقات این گروه در نوبه خود دستاورد تأثیرگذاری بود، چرا که در آن دهه گروه ایشان توانستتند بیش از ۱۰۰ نوع کاربید و نیترید جدید را شناسایی کنند. در این میان بیش از ۳۰ فاز تحت عنوان هاگ فاز بیش از سایرین مورد توجه قرار گرفتند. این فازها که فازهای H هم نامیده می‌شدند ساختاری به صورت M2AX (شکل ۱–۲) داشتند. تاریخچه فازهای H تا قبل از سال ۱۹۹۷ بسیار کوتاه است. از زمان کشف این فازها تا اولین گزارش توسط آقایان بارسوم، برودکین و الرقی در سال ۱۹۹۷ و جدا از مقالات نوشته شده توسط نویسندگان روسی در اواسط دهه ۱۹۷۰ - که ادعا می‌کردند فازهای متراکم Ti2AlC و Ti2AlN راسنتز کردند- این فازها به کلی نادیده انگاشته می‌شدند. گروه آقای نووتنی در سال ۱۹۶۷، اولین دو فاز از رده ۳۱۲ یعنی Ti3SiC2 و Ti3GeC2 را کشف کردند، که هر دوی آنها از نظر ساختاری مربوط به فازهای H بودند. در این فازها، لایه‌های M3X2 لایه هایA را از هم جدا می‌کنند (شکل ۲–۱). اما با کشف Ti3AlC2 در اوایل دهه ۱۹۹۰ توسط پیتزکا و شوستر، این ماده نیز به فهرست افزوده شد. بارسوم هونگ در سال ۱۹۹۶ با استفاده از روش پرس گرم واکنشی، در یک مرحله نمونه‌های تک فاز و کاملاً متراکم Ti3SiC2 با استفاده از TiH2 و SiC و گرافیت سنتز کردند. به‌طور قابل توجهی، دمای سنتز که حدود ۱۶۰۰ درجه بود- از دمای تجزیه ای که در آن سالها به این فاز نسبت داده می‌شد- بیشتر به نظر می‌رسید. با استفاده از نمونه‌های ساخت شده با این روش ترکیب نامتعارف خواص Ti3SiC2 مشاهده شد و رفته رفته علاقه‌مندی به این فاز افزایش یافت، به نحوی که اولین مقاله نویسندگان بارسوم هونگ تحت عنوان «سنتز و شناسایی خواص یک سرامیک منحصر به فرد» Ti3SiC2 به چاپ رسید.
در سال ۱۹۹۷ بارسوم، برودکین و الرقی، طی مقاله‌ای نشان دادند که فازهایTi2AlC ,Ti2AlN ,Ti2GeC و Ti3GeC2 خواصی تقریباً مشابه با خواص Ti3SiC2 دارند. در این مقاله سنتز مکس فازهای V2AlC ,Nb2AlC و Ta2AlC نیز بررسی و نشان داده شد که این مواد نیز قابلیت ماشینکاری بالایی دارند. در همان سال بارسوم، یاروشوک و تیتاگی مقاله ای در مورد ساخت و شناسایی خواص Ti2SnC ,Zr2SnC ,Nb2SnC و Hf2SnC چاپ کردند و طی آن به شباهت خواص این مواد با خواص مربوط به مکس فازها تأکید نمودند.
بارسوم و همکارانش در سال‌های ۱۹۹۸ و ۱۹۹۹، تکثیر نابجایی‌ها و تحرک آنها را در دمای محیط توسط تصاویر میکروسکوپ الکترونی عبوری بررسی کردند. در سال ۱۹۹۹، گروه بارسوم مکس فازهای سیستم سه تایی N-Al-Ti را مطالعه کردند. در طی جستجوی منابع معلوم شدکه در یک مقاله به حضور Ti3AlN2 تصریح شده‌است. با مقایسه پارامتر شبکه گزارش شده برای این فاز با هم خانواده مشابه‌اش یعنیTi3AlC2، مشخص شدکه ساختار گزارش شده نمی‌تواند یک فاز ۳۱۲ باشد. یک سال بعد با کمک میکروسکوپ الکترونی عبوری وضوح بالا، معلوم شد که ساختار گزارش شده به نامTi3AlN2، در واقع Ti4AlN3 بوده‌است که در آن چهار لایه اتمی تیتانیوم توسط لایه‌های آلومینیوم جدا شده‌اند (شکل۱–۲). طی پنج سال بعد، فازهای ۴۱۳ دیگری کشف و شناسایی شدند. این فازها عبارت بودند ازTa4AlC3،V4AlC3 و Ti4GaC3 که به ترتیب توسط اتزکورن، هتو و مانون کشف شدند. به صورت خلاصه می‌توان گفت، علی‌رغم اینکه زمان نسبتاً کمی از شناسایی خواص غیرعادی و در برخی موارد منحصر به فرد این ترکیبات می‌گذرد، محققان راهی طولانی در فهم صحیح خواص مکانیکی، فیزیکی و شیمیایی آنها پیموده‌اند. در حال حاضر نیز این زمینه پژوهشی در حوزه‌های کشف فازهای جدید، جای زیادی برای کار دارد.

## ساختار مکس فازها
به‌طور کلی مکس فازها از Mn+1 AXn که M از گروه فلزات واسطه ردیفd, A از عناصر گروه sp و X نشان دهنده کربن یا نیتروژن است، تشکیل شده‌است. مقدار اندیس n از یک تا سه متغیر می‌باشد و بسته به ترکیب، می‌تواند تغییر نماید. بسته به مقدار اندیس n، فازهای مکس به سه مجموعه کلی تقسیم‌بندی می‌شوند. مجموعه دویست و یازده با فرمول عمومیM2AX نشان داده می‌شود. مجموعه سیصد و دوازده با فرمول عمومیM3AX2 معرفی می‌گردند و در نهایت، مجموعه چهارصد و سیزده با فرمول عمومیM4AX3 مشخص می‌شود (شکل۲). تفاوت اصلی ساختاری در فازهای اصلی این ترکیبات؛ در شمار لایه‌های Mی است که در بین دو لایه A قرار می‌گیرد. تنظیم و چیدمان اتمی، خواص متفاوتی را از فازهای مکس در سری‌های متفاوت، نتیجه می‌دهد. 
ساختارهای مکسین از مکس فازها ساخته شده‌است. مکس فازها سه مدل سلول واحد شبکه هگزاگونالی دارند که در شکل ۲ نشان داده شده‌است. لایه‌های M بصورت فشرده در بین لایه‌های A قرار گرفتند و مکان‌های اکتاهدرال با اتم‌های X پرشده اند. پیوندهای مکس فازها فلزی، کووالانسی و یونی هستند. پیوند بین M-X قوی و از نوع کووالانسی و یونی و فلزی و پیوند بین M-A ضعیف است؛ بنابراین امکان حذف گروه A برای رسیدن به مکسین وجود دارد.
مشابه با مکس فازها، مکسین‌ها ساختارهای هگزاگونالی دارند و اتم‌های X موقعیت‌های اکتاهدرال آن را پر می‌کنند و سه مدل کلی از نحوه چیدمان آنها وجود دارد: BɣA–AɣB (M2X–M2X), Bɣ AβC–CβAɣB (M3X2-M3X2), and BαCβAɣB–BɣAβCαB (M4X3–M4X3).

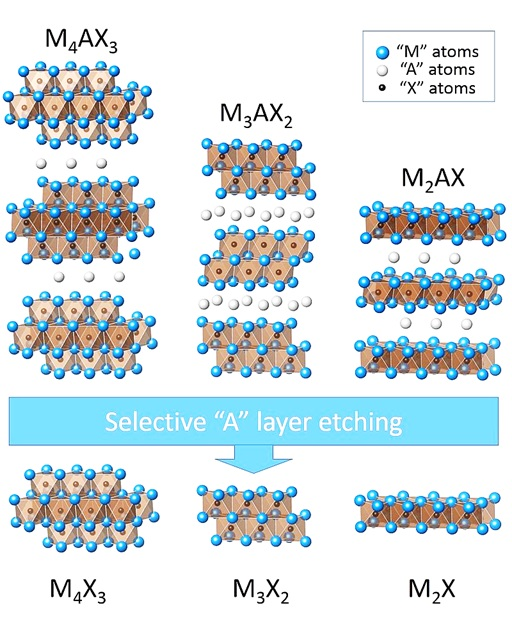
شکل۲:ساختار مختلف مکسین

## سنتز
سنتزمکسین با اچ کردن انتخابی لایه‌های عنصر A از فازهای مکس در دمای اتاق حاصل می شود. در این فرایند(شکل 3)، پودر فاز MAX در HF رقیق شده با آب برای مدت زمان مشخصی هم میخورد تا به غلظت مشخص c برسد، و به دنبال آن سانتریفیوژ ویا فیلتراسیون مخلوط انجام می شود تا جامد از سایر مواد شناور درآب جدا شود و سپس با شست‌وشو مداوم جامد با آب دیونیزه شدهpH سوسپانسیون به مقادیر بین 4 تا 6 می-رسد. در نتیجه این عملیات ذرات متراکم MAX به ساختارهای بسته بندی شده آکاردئونی تبدیل شدند که مشابه گرافیت لایه‌برداری شده‌است. که به این ساختارهای بسته‌بندی مکسین‌های چندلایه و یا ML-MXenns واگر تعداد لایه‌ها کمتر از 5 باشد به آن‌ها few-layer MXenes یا FL–MXene می‌گویند.
تبدیل مکس فازها به مکسین از طریق پراش اشعهX و طیف سنجی پراکندگی انرژی (EDS) بررسی می‌شود. اگر مکس فاز بطور کامل به مکسین تبدیل شود، الگوی XRD فقط پیک (0001) را نشان می‌دهد(نشان دهنده از دست دادن نظم در جهت های غیرپایه) و بقیه پیک‌ها ضعیف هستند و یا حذف شده اند. نسبت M:A از طریق آنالیز EDS محاسبه می‌شود و اگر این نسبت ناچیز باشد، نشان دهنده تبدیل کامل است.

### زدایش (Etching)
برای شکستن پیوندهای شیمیایی قوی بین عناصر A وM در مکس فازها به اچانت‌ها نیاز است. اچ کردن در اکثر مکس فازهای کاربیدی با محلول آبی HF در غلظت و زمان مشخص انجام می¬شود، با آب مقطر شسته می¬شوند تا pH بین 4 تا 6 قرار بگیرد وسپس فیلتر میشوند تا مکسین تولید شود و بعد از آن برای بدست آوردن ساختار های لایه ای در معرض آلتراسونیک قرار می¬گیرند(شکل3-3).
با کاهش سایز مکس فازهابه کمک بالمیل، زمان و غلظت HF می¬تواند کاهش پیدا کند. همچنین انرژی پیوند M-A برای مشخص کردن زمان و غلظت مورد نیاز HF تاثیرگذار است[13].
لیو و همکارانش گزارش گسترده¬ای را در رابطه با نقش نمک¬های فلوریدی مختلف مانندLiF NaF, KF و NH4Fدر HCl به عنوان اچانت Ti3AlC2 و Ti2AlC ارائه داده اند. در پژوهشی که هالیم و همکارانش انجام دادند، مشاهده شد که وقتی از NH4HF2 به عنوان عامل اچ استفاده شد، زمان اچ کردن در مقایسه با HF افزایش یافت. همچنین NH4HF2 یون‌های NH4+ را در میان لایه‌ها قرار می‌دهد و به این ترتیب برای ورقه ای کردن لایه ها نیاز به عامل دیگری نیست. پدیده جایگیری یون های سدیم، پتاسیم، منیزیم و آلومینیوم در لایه‌های مکسین نه تنها به ورقه ای شدن آن‌ها کمک می‌کند، باعث افزایش ظرفیت خازنی حجمی در ابررساناها خواهد شد(شکل4).

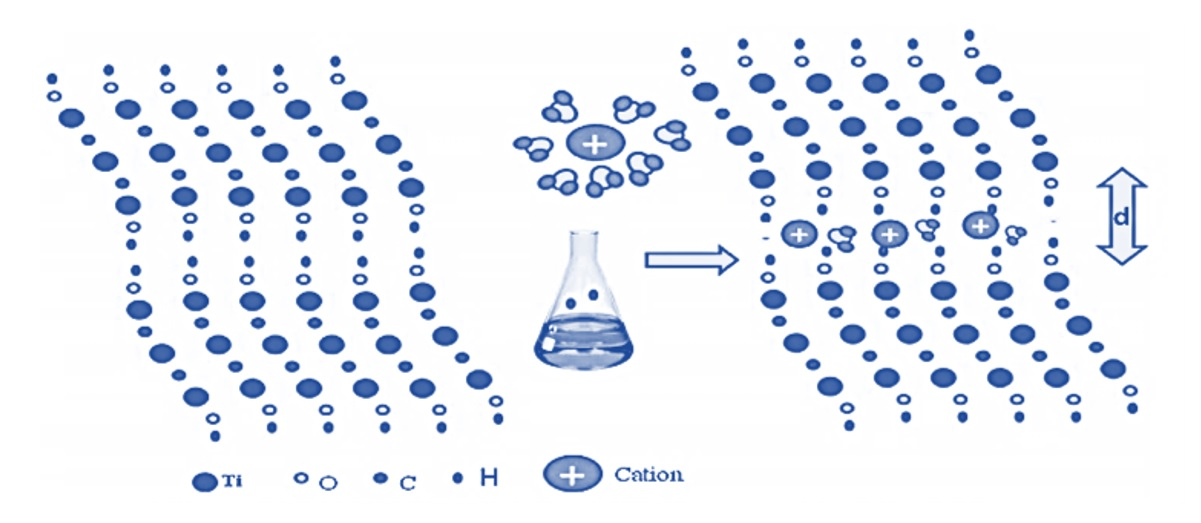
شکل۴:شماتیک قرارگیری یون‌های مثبت در میان لایه‌هایTi3C2TX

قیدیو و همکارانش از نمک LiF محلول در HCl با غلظت6 مولار به عنوان محلول اچانت استفاده کردند. پودر Ti3AlC2به آهستگی به ترکیب نمک و اسید اضافه شد و محلول به مدت 45 ساعت در دمای 40 درجه سانتی¬گراد نگه داری شد. رسوبات حاصل بارها فیلتر شده و با آب مقطرشسته شده. این رسوب در حالت خیس به شکل خشت بوده و می توان آن را رول کرده تا به صورت فیلم های انعطاف پذیر ساخته شود و یا به شکل های مختلفی آنهارا قالب گیری کرد. در حالت رقیق آن نیز می توان از آن به عنوان جوهر استفاده کرد(شکل5).

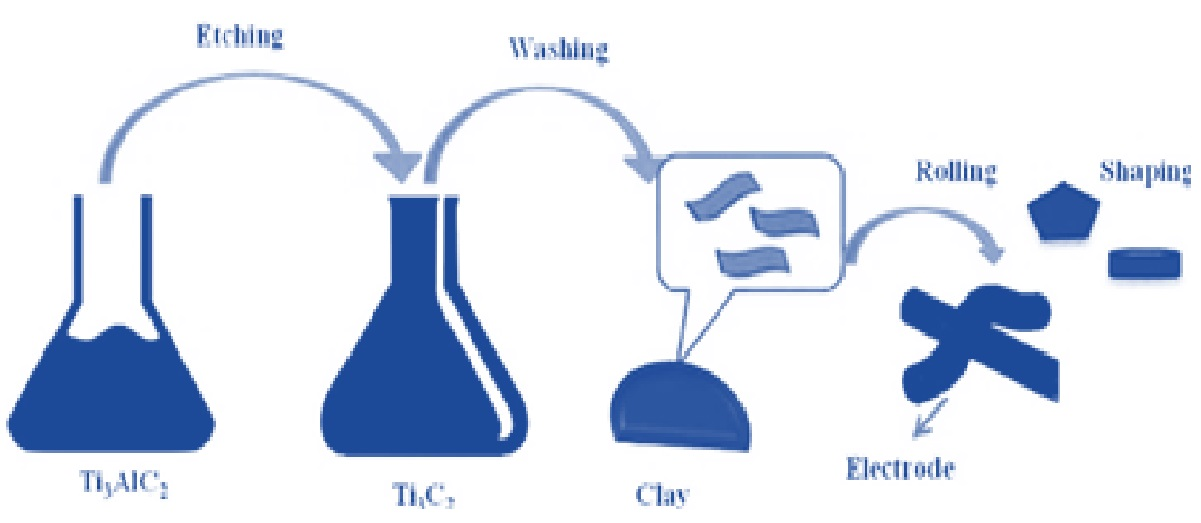
شکل5:شماتیکTi3C2 ساخته شده با اچ آلومینیوم از Ti3AlC2با استفاده از اچانتLiF-HCl

نیتریدهای برپایه مکسین هادی الکتریکی هستند و بنابراین برای استفاده به عنوان الکترود در ابررسانا ها کاربرد دارند. محلول های اسیدی برای اچ کردن عنصرA از مکس فازهای کاربیدی و تولید کاربید و کربونیترید مناسب هستند اما برای تولید نیتریدهای برپایه مکسین این روش مناسب نیست. اوربنکوسکی و همکارانش برای اولین بار Ti4N3 را با ترکیبی از نمک مذاب یوتکتیکی سنتز کرد. ترکیب این نمک فلوریدی یوتکتیکی شامل 59 درصد KF، 29درصد LiF و 12 درصد NaF است. ترکیب این نمک به مکس فاز Ti4AlN3 اضافه شد و در دمای 550 درجه سانتی¬گراد به مدت 30 دقیقه تحت اتمسفر گاز آرگون قرار گرفت. سپس ذرات چندلایه Ti4N3TX ورقه ورقه شدند تا تک لایه Ti4N3TX تولید شود. تصاویر آنالیز XRD و SEM Ti4N3TX به عنوان اولین مکسین برپایه نیترید در شکل6 قابل مشاهده‌است.

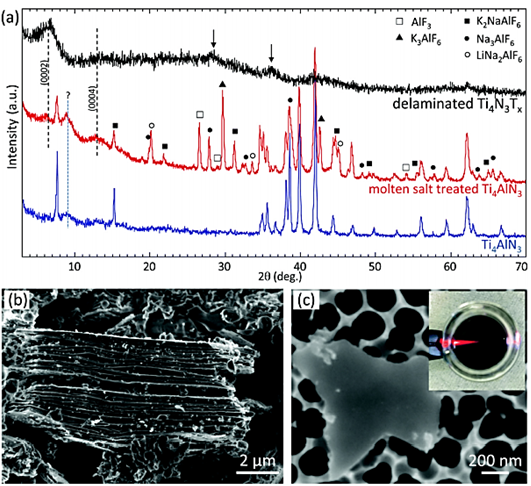
شکل۶:a) الگوی پراش پرتوی ایکس و b) تصویر میکروسکوپ الکترونی روبشی Ti4N3TX

### لایه برداری
لایه برداری برای دستیابی به ورق¬های مکسین تک لایه اهمیت دارد. در طی فرایند اچ کردن و لایه‌برداری، پارامترهایی مثل عملیات سطحی، تعداد لایه‌ها و کریستالیتی همگی اثر گذارند. همانطور که قبلاً گفته شد، وقتی از نمک های فلوریدی مثل KF, NaF و LiF محلول در آب به عنوان عامل اچ استفاده می‌شود، اضافه کردن عامل لایه برداری نیاز نیست. و لایه برداری همزمان با اچ شدن انجام میگیرد. لایه برداری به سادگی میتواند با امواج صوتی و از طریق التراسونیک انجام گیرد اما این امواج در طولانی مدت میتوانند برلبه‌های ساختارهای چندلایه تاثیر گذارد و ورق‌هارا بشکنند.

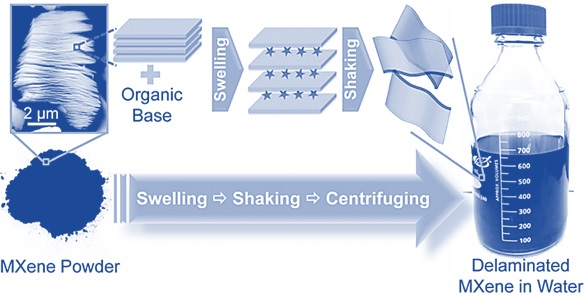
شکل۷۶:شماتیک فرایند لایه برداری در طی واکنش مکسین با یک پایه آلی که باعث میشود پودر مکسین متورم شود(سمت چپ پایین تصویر). سپس با تکان دادن با دست و یا استفاده از یک موج خفیف در آب، لایه هااز محلول کلوئیدی پایدار تشکیل می شوند(سمت راست تصویر)[

## خواص مکس فازها
در این بخش به برخی از خصوصیات ویژه مکس فازها اشاره می شود:

### پایداری
براساس خواص برجسته مختلفی که برای مکسین‌ها وجود دارد، آن‌ها در زمینه‌های مختلف کاربرد دارند. خواص الکترونی مکسین‌ها تحت تاثیر ترکیب آن‌ها و گروه‌های ساختاری متصل به سطح آن‌هااست. کاربیدها و نیتریدهای فلزات انتقالی دارای پایداری شیمیایی و حرارتی خوبی هستند که می‌تواند به علت پیوندهای قوی فلز با کربن و نیتروژن باشد. اولین آزمایش‌ها برای تعیین تجربی پایداری حرارتی مکسین‌ها توسط لی و همکارانش و بر روی Ti3C2 انجام گرفته‌است. بر اساس این گزارش در حضورآرگون، Ti3C2 تا دمای 800 درجه سانتی‌گراد پایدار است و در حضور اکسیژن در دمای 200 درجه سانتی‌گراد اکسید شدند و نانوکریستال‌هایی تشکیل شده که به‌طور یکنواخت روی سطح ورق‌ها توزیع شدند و در 1000 درجه سانتی‌گراد بطور کامل اکسید می‌شوند. با توجه به این مشاهدات می‌توان دریافت مکسین‌ها در محیط اکسیژن و در معرض آب ناپایدار هستند. مکسین‌ها در آب بصورت محلول‌های کلوئیدی ایجاد می‌شوند که می‌توان این مواد را در بطری‌های پر از آرگون نگه‌داری کرد تا از اکسیداسیون جلوگیری شود. تخریب معمولاً در لبه¬های کریستال آغاز می¬شود و سپس بصورت نمایی گسترش می¬یابد.
فیلم‌های نازک رسانا شفاف با اسپری پوششی از سوسپانسیون‌های کلوئیدی Ti3C2TXتولید شد. مشاهده شد که با قرار گرفتن یون‌ها بین لایه‌های Ti3C2TX خواص آن‌ها تغییر می‌کند. فیلم‌های نازک مکسین می‌توانند به روش ریخته‌گری یا پوشش‌دهی اسپین نیز تولید شوند
اگرچه تاکنون بیش از 60 نوع مکس فاز گزارش شده، اما تاکنون تعداد کمی از آن‌ها گسترش یافته و کاربردهای علمی آن‌ها بررسی شده‌است. انتظار می‌رود در آینده نزدیک بسیاری از مکس فازها مورد استفاده قرار گیرند.

### خواص مکانیکی
اولین مطالعه روی کاربیدهای فلزات انتقالی( Ti2C, Ti3C2, Ti4C3, V2C, Cr2C, Zr2C, Hf2C, Ta2C, Ta3C2, Ta4C3) نشان میدهد مکس فازها مدول الاستیک بالایی دارند وقتی درطول صفحات کشیده می‌شوند و خواص مکانیکی آن‌ها به طور قابل توجهی از چندلایه های گرافن بهتراست.
لینگ و همکارانش برای اولین بار کامپوزیت Ti3C2Tرا به کمک PDDA و پلی وینیل الکل (PVD) آماده کردند. لایه‌ای به ضخامت3/3 میکرومتر از این کامپوزیت، استحکام کششی 22مگاپاسکال و مدول یانگ 5/3 گیگاپاسکال را نشان داد. با اضافه کردن 60 درصد PVA به مکسین، استحکام کششی آن چهار برابر نسبت به حالت خالص افزایش پیدا می‌کند. هدایت حرارتی¬ Ti3C2TXخالص،S/m 240000 مشاهده شد، درحالیکه کامپوزیت PVA/Ti3C2TX هدایت حرارتی S/m 22000 را نشان می‌دهد. اضافه کردن زمینه پلیمری به ساختار مکس فازها خواص مکانیکی و الکتریکی آن را افزایش می‌دهد.

### خواص الکتریکی
تمام مکسین‌ها درغیاب عملیات سطحی فلزی هستند. در اثر عملیات سطحی بعضی از آن‌ها به نیمه رساناها با انرژی باندگپ ۰٫۲۵ تا ۲ الکترون ولت تبدیل می‌شوند(جدول۱-۴).
بعلاوه، خاصیت جذب امواج الکترومغناطیس را بخوبی دارند و می‌توانند به عنوان مبدل نور به گرما در کاربردهای تولید گرما مورد استفاده قرار گیرند.
خزایی و همکارانش ادعا کردند که مکس فازهای برپایه کروم مثل Cr2CF2، Cr2C(OH)2، Cr2NF2، Cr2N(OH)2 و Cr2NO2 با عملیات سطحی در دمای پایین می¬توانند مغناطیسی باشند، بااین وجود هیچگونه آزمایشی در مورد خصوصیات مغناطیسی آنها تاکنون به ثبت نرسیده است .

### خواص شیمیایی سطح
خواص شیمیایی غالباً با حضور گروه‌های سطحی در فرایندهای آماده‌سازی،تحت تاثیر قرار می‌گیرند. مکس فازها سطوح آبگریزی دارند و پایداری شیمیایی و هدایت الکتریکی خوبی از خود نشان می‌دهند. با توجه به فرایند اچ، شیمی لایه‌برداری مکسین‌ها بسیار نزدیک به Ti3C2(OH)xOyFz است، در مقایسه با ساختار ایده‌آل لایه کاربید خالص Ti3C2. این خاصیت آبگریزی مکسین‌ها باعث شده تا نتواند پیوندهای قوی بین نیمه رساناهای مختلف و مولکول‌های آب در محلول‌های آبی برقرار کند. همچنین می‌توان مشاهده نمود که مکس فازهای مختلف زاویه تماس کوچکی دارند.

## کاربردها
در نهایت در این بخش به بررسی کلی تعدادی از کاربردهای مکسین می‌پردازیم:

### کاربردهای الکتریکی و فضایی
با توجه به وجود خواص ترکیبی و تلفیقی از فلز و سرامیک در مکس فازها، کاربردهای زیادی برای آنها پیشنهاد شده است: مکس فازهای بالک برای سازه های دمای بالا، یاتاقان‌¬های چرخشی، المنت های حرارتی، نازل ها، مبدل های حرارتی، و ابزارهای مقاوم به ضربه پیشنهاد می¬شود. مکس فازهای در شکل فیلم های نازک برای سطوح با اصطکاک پایین و اتصالات الکتریکی حسگرها برای سیستم های میکروالترومکانیکی مورد استفاده واقع می¬گردند. بر اساس محاسبات نظری و تابع دی الکتریک و شدت نشر مادون قرمز پیشنهاد شده است که Ti4AlN3 و V4AlC3 پتانسیل استفاده به عنوان پوششی برای فضاپیماها برای جلوگیری از حرارت خورشید و همچنین افزایش سردکننده تابشی در ماموریت های فضایی آینده را دارا هستد. به تازگی یک پوشش نانو کامپوزیت بر اساس سیستم C-Si-Ti به بازار عرضه شده که در کاربردهای اتصالات الکتریکی جریان اصلی در صنعت ارتباطات از راه دور تجاری سازی شده است و پتانسیل استفاده های افزون تر از قبیل وسایل توان بالا و الکترودها در باتری و سلول های سوخت را دارا است.
خواص منحصر به فرد Ti2AlC آن را به عنوان یک ماده جذاب برای کاربردهای سازه ای دما بالا و پوشش های مقاوم در برابر اکسیداسیون بر سطوح آلیاژها و نیز به عنوان یک سرامیک هادی مطرح می نماید. در بین مکس فازهای شناخته شده؛ Ti2AlCو Ti3AlC2 سبک وزن و مقاوم در برابر اکسیداسیون هستند. مکس فازهایTi2AlC، Ti3AlC2 و Ti3SiC2 می توانند در سیستم های مرتبط با انرژی که تحت فشار بالای محلول آبی و در دماهای بالا هستند استفاده شوند. با توجه به توان ترموالکتریکی نزدیک به صفرTi3SiC2 و Ti3GaC2 پیشنهاد می¬شود که این ترکیبات میتوانند به عنوان الکترود هنگام اندازه گیری توان الکتریکی دیگر مواد مفید باشند. مکس فازهای سنتز شده با واکنش های حالت جامد یا رسوب‐کندوپاش به طور بالقوه میتوانند به عنوان الکترود در وسایل نیمه هادی پایه SiC ،AlN ،GaN و کاربردهای حسگری استفاده شوند. فازهای مکس Cr2AlC و Cr2GeC بیشترین ضریب انبساط حرارتی را دارا می باشند، از این رو از آن ها برای پوشش دادن سطوح روی فولادها استفاده می گردند.

### کاربردهای تربیولوژیکی
در حال حاضر یک نیاز بزرگ در صنایع مدرن برای سیستم های تریبولوژیکی برخورداری از نرخ های سایش و ضرایب اصطکاک کم در یک گستره دمایی گسترده می باشد. در دماهای بالاتر از ٣۵٠ درجه سانتی¬گراد و خصوصاً در محیط های اکسیدکننده روانسازهای مرسوم مایع و بیشتر روانسازهای متداول جامد (مثلاً گرافیت و MoS2) به سرعت از بین می روند. شمار زیادی از مواد جامد از قبیل فلزات نجیب (مانند طلا، نقره و پلاتین) و فلورایدهای غیر آلی (مانند LiF ،CaF2،BaF2) و برخی اکسیدهای فلزی (مانند NiO و MoO3) به عنوان روان ساز جامد بکار برده می شود. اما به طور کلی این مواد تنها در محدوده دماهای محدود خواص روانسازی خوب دارند و برخی به ویژه در دمای محیط بسیار ترد هستند. بنابراین برخی از مواد روانساز مقاومت به سایش ضعیفی از خود نشان می دهند و برخی قابلیت ماشین کاری ندارند. مکس فازTi2SC به عنوان یک عنصر برش آزاد در فولادها، انگیزشی برای گسترش بیشتر چنین مکس فازی به جای سرب در فولادهای زنگ نزن برش آزاد وحتی در اکثر برنج ها می باشد تا اثرات مضر سرب بر محیط زیست را حذف کند. پروژه ای توسط اداره تحقیقات نیروی دریایی ایالات متحده انجام شده است که به تولید مواد پایه مکس فاز در یاتاقان های فویلی با اصطکاک و سایش کمی در بازه دمایی بین دمای اتاق تا ٨٢٣ کلوین منجر گشته است.

### کابردهای دمابالا
مکس فاز Ti2AlC یک گزینه مناسب برای اجزای سازنده سازه های دمایی که در معرض محیط های ساینده با دماهای بسیار بالا هستند، از قبیل دماغه کلاهک موشک، رادارها و نازل های موتورهای راکت و مشعل های گازی و سپرهای حرارتی در نیروگاه های هسته ای محسوب می شود. با توجه به هدایت الکتریکی خوب و خواص تریبولوژیکی به همراه خواص مکانیکی قابل قبول، مکس فازهایی از قبیل Ti3AlC و Ti3SiC عملکرد بهتری نسبت به پانتوگراف های پایه کربنی برای قطارهای الکتریکی از خود نشان میدهند.
با توجه به مجموعه قابل توجهی از خواص که مکس فازها از خود نشان می دهند خصوصاً پایداری در دماهای بالا، مقاومت در برابر شوک حرارتی، تحمل آسیب و قابلیت ماشینکاری خوب؛ تعجب آور نیست که در کاربردهای دما بالا بتوان از این فازها سود جست. به طورکلی پایداری حرارتی مکس فازها به عناصر سازنده‌شان، اتمسفر و فشار بخار آن ها بستگی دارد. اگرچه در هوا با افزایش دما اکسیداسیون افزایش مییابد؛ اما برخی از مکس فازها از قبیل Ti3SiC و Ti2AlC مقاومت به اکسیداسیون خوبی دارند زیرا لایه های اکسیدی حفاظتی تشکیل می‌دهند. از فاز مکس Ti2AlC به عنوان امیدوار کننده ترین مکس فاز برای کاربردهای دما بالا نام برده شده است؛ زیرا از چگالی پایین، مقاومت به اکسیداسیون بسیار خوب و قابلیت ترمیم ترک برخوردار است. از این ماده هم چنین می توان در موتور توربین های گازی، مبد ل های حرارتی، اتصالات الکتریکی و پوشش مواد استفاده کرد. به علت قابلیت ماشین کاری بسیار خوب و توانایی شیاردار کردن نازل های مکس فازها، این مواد می توانند جایگزین خوبی برای نازل های فولادی به شمار روند. کاربردهای دما بالا ممکن است مربوط به کاربردهای الکتریکی ͬباشند. برای مثال اولین استفاده تجاری ازTi3SiC2 به عنوان هدف کندوپاش برای رسوب اتصال الکتریکی بوده است. همچنین الکترودهای تولید الکتروشیمی کلر نیز مورد مطالعه واقع شده است 